# Cotinga chevalier
Pipreola frontalis
Espèce
Statut de conservation UICN

 LC  : Préoccupation mineure
Le Cotinga chevalier (Pipreola frontalis) est une espèce d'oiseau de la famille des Cotingidae.

## Sous-espèces
Selon Catalogue of Life (12 juil. 2012), cet oiseau est représenté par deux sous-espèces :
- Pipreola frontalis frontalis (P. L. Sclater, 1859) ;
- Pipreola frontalis squamipectus (Chapman, 1925).